# Valeriano Weyler

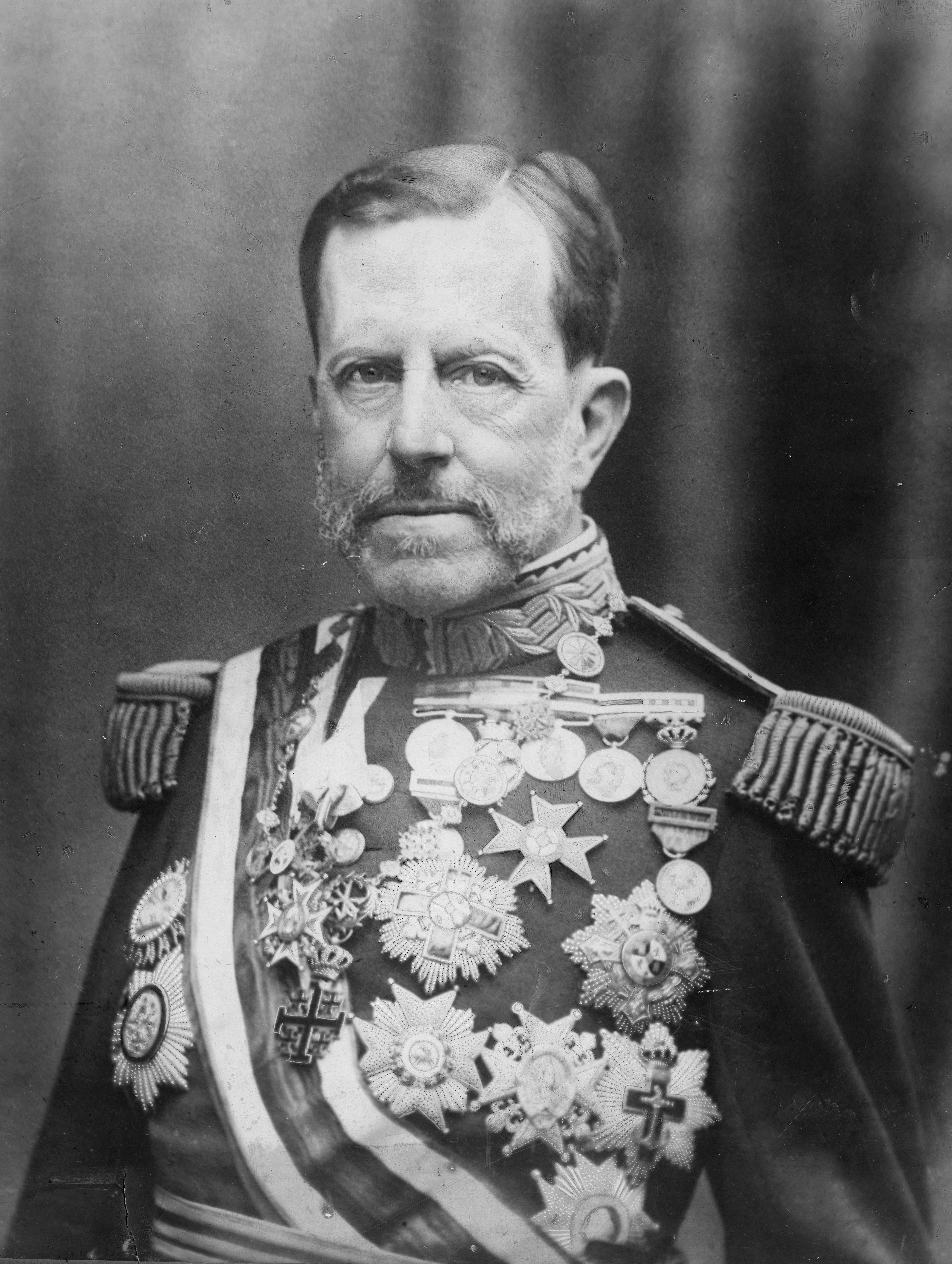
Valeriano Weyler

Valeriano Weyler y Nicolau (Palma, 17 de setembro de 1838 - Madri, 20 de outubro de 1930) foi um general e governador espanhol.

## Carreira
Weyler nasceu de mãe espanhola e de um médico militar nascido na Prússia, Fernando Weyler y Laviña (1808-1879). Aos 20 anos formou-se na Escola de Infantaria de Toledo e iniciou a carreira de tenente. Ele serviu em Cuba de 1868 a 1872, onde estabeleceu uma unidade de voluntários. Em 1878, Weyler tornou-se general.
Por seus serviços na liderança das tropas espanholas nas Filipinas desde 1888, ele recebeu a Ordem da Cruz Grande de Maria Cristina. Durante seu serviço nas Filipinas, acumulou grande riqueza, principalmente "presentes" (em troca de "favores" do general) de empresários chineses.[carece de fontes?]
Após o início da Guerra de Independência de Cuba em 1895, foi governador-geral de Cuba de 1896 a 1897. Na luta contra os insurgentes, fez com que a população civil se amontoasse nos chamados campos de reconcentración (campos de concentração) em muito pouco tempo, sem no entanto garantir o seu abastecimento de comida e água. Essa prática gerou "mais de 100 000" mortes. Os campos que montou são considerados os primeiros precursores dos campos de concentração do século XX e serviram de modelo para o poder colonial britânico na África do Sul durante a Segunda Guerra dos Bôeres.
A repressão brutal de Weyler contra insurgentes e civis em Cuba rendeu-lhe o apelido de "O Açougueiro" na mídia anglo-saxônica e serviu de pretexto dos EUA para a Guerra Hispano- Americana. À medida que sua carreira progredia, Weyler buscou um cargo político e foi brevemente Ministro da Guerra da Espanha.
Em Palma de Malorca e Santa Cruz de Tenerife, as praças centrais são chamadas de Plaza Weyler em sua homenagem. Em vista do polêmico trabalho de Weyler em Cuba, houve repetidas iniciativas para renomear esses lugares desde 2008, mas até agora sem sucesso.